# Yazidismo

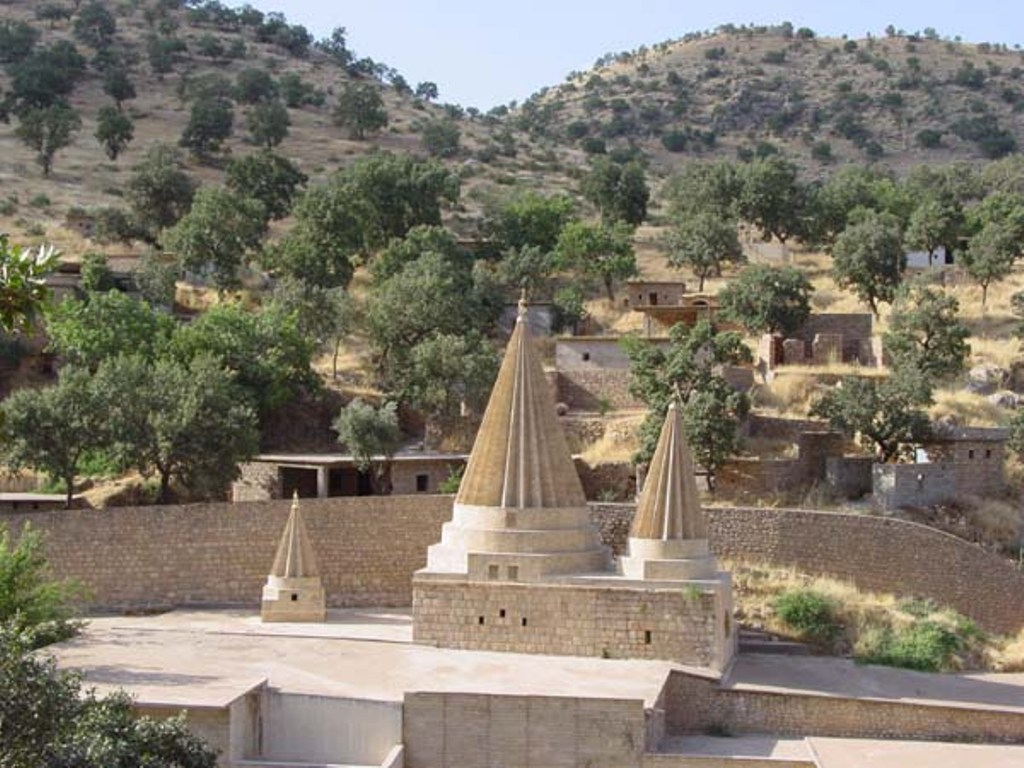
Il mausoleo di Adi ibn Mustafa a Lalish

Lo yazidismo (in curdo ‎Êzidî oppure Îzîdî, in arabo ﻳﺰﻳﺪﻱ‎?, Yazīdī ) è una dottrina religiosa sincretica diffusa prevalentemente nel Sinjar e nella piana di Ninive; lo yazidismo si è costituito prevalentemente nel Basso Medioevo, coniugando elementi dell'islam sufi con tradizioni preislamiche locali ed elementi del cristianesimo nestoriano e dell'ebraismo. La comunità yezida è prevalentemente di lingua curda, di dialetto kurmanji. 

## Etimologia
"Yazidi" è il nome con cui tale comunità religiosa è universalmente conosciuta, ma tra di loro i membri si chiamano Êzidî, in alcune aree, Dasini (in arabo Dawāsin), forse dal nome dell'antica provincia che si estendeva a est di Mosul, nell'attuale Iraq. Secondo una etimologia abbastanza diffusa (ma tutt'altro che accettata dagli storici delle religioni), il termine "yazidi" sarebbe derivato dal nome del califfo omayyade Yazīd I (680-683), ma al-Shahrastānī parlava invece di un certo Yazīd ibn ʿUnaysa. Non è da escludere che il nome provenga dal termine medio-persiano (lingua pahlavi) yazd, yazdān cioè "entità divina", forse in riferimento a Melek Ta'us. La stessa parola esiste anche in avestico come yazata.
I suoi fedeli sono chiamati in turco Çırağ Söndüren, ossia "spegnitori di lampade". Ciò potrebbe dipendere dalla calunnia espressa da certa faziosa manualistica islamica riguardante le fedi non islamiche o considerate eretiche, secondo cui gli yazidi farebbero ricorso sfrenato al libertinaggio ed alla promiscuità - praticati in questo caso nell'oscurità - anche se è probabile che l'espressione "spegnitori di lampade" sia ricollegabile, in realtà, alla convinzione degli yazidi - espressa nel Maṣḥaf rash - secondo cui il mondo sarebbe stato creato da Dio dopo aver creato sei angeli «dalla Sua essenza e dalla Sua luce... come quando un uomo accende una lampada da un'altra».
Giuseppe Furlani, nel suo Religione dei Yezidi. Testi religiosi dei Yezidi, a proposito della semplicistica definizione degli yazidi come di "adoratori del diavolo", ricordava le osservazioni di Richard Carnac Temple, che nel suo studio The Yezidis or devil-worshippers of Mosul, aveva qualificato l'espressione Šeyṭān-perest "inesatta e falsa" e "inventata specialmente dagli Europei che viaggiarono in Oriente - imbevuti di cristianesimo - per descrivere una forma di religione estranea alla loro mentalità, essendo l'adorazione del Diavolo - in realtà - l'adorazione di spiriti soprannaturali da parte di animisti primitivi, spiriti chiamati diavoli segnatamente dai missionari cristiani per far sentir ribrezzo ai nuovi convertiti per gli dèi prima adorati", anche se Furlani sottolineava che "si può dire in un certo senso che adorano il Diavolo, perché il loro Dio è l'angelo supremo caduto dal suo seggio, ma poi rimesso da Dio al suo posto primitivo" (n. 1, p. 1).

## Storia
La dottrina yazidi si originò nel corso del medioevo nelle zone montuose a maggioranza curda vicino a Mosul, dove si stabilirono esponenti della decaduta dinastia omayyade, la cui presenza favorì lo sviluppo di credenze mistiche in loro onore. Nel XII secolo il teologo Adi ibn Mustafa, discendente degli Omayyadi e stabilitosi a Lalish, avviò la confraternita islamica dell'ʿAdwiyyah. Malgrado i suoi insegnamenti fossero ortodossi e in linea con le credenze dell'islam, i suoi seguaci cominciarono a coniugarvi elementi delle tradizioni locali. Nel XIII e XIV secolo gli yazidi crebbero di influenza e la loro dottrina si sviluppò sempre più allontanandosi dall'islam ortodosso. A partire dal XV secolo le potenze locali individuarono gli yazidi come degli eretici, reprimendone la dottrina. Tra il XIX ed il XX secolo migliaia di yazidi abbandonarono le proprie regioni ancestrali, rifugiandosi in Caucaso.
Nel 1892 truppe ottomane penetrarono nella valle di Lalish, massacrando migliaia di abitanti e distruggendo il mausoleo di Adi ibn Mustafa. Le persecuzioni della comunità yazidi attraversarono tutta la seconda metà del XX secolo, in particolare nel 1957, sotto il regno di Faysal II d'Iraq. Dopo l'instaurazione della Repubblica d'Iraq il presidente ba'athista Ahmed Hasan al-Bakr riprese le persecuzioni: la prima fu ordinata nel 1969 e la seconda nel 1975.
Nello stesso periodo il governo turco avviò una politica discriminatoria verso la minoranza yazida. A partire dagli anni 1980, molti yazidi turchi iniziarono ad emigrare in Germania Ovest.
Durante il regime di Saddam Hussein, gli yazidi vennero classificati come arabi, in modo tale da falsare gli equilibri etnici nella regione, anche se il regime li emarginò e li discriminò socialmente e culturalmente. Tra il 1987 ed il 1988 Ṣaddam Hussein scatenò una durissima repressione della comunità yazidi. Il dittatore ordinò la deportazione di decine di migliaia di yazidi verso il Sinjar. Dopo la caduta di Ṣaddam Ḥussein nel 2003, le autorità del Kurdistan iracheno richiesero che gli yazidi fossero riconosciuti ufficialmente come curdi.
Nel 2014 la piana di Ninive è stata invasa dall'ISIS, che massacrò migliaia di yazidi e ne schiavizzò altrettanti. Decine di migliaia di yazidi scapparono dalla regione, rifugiandosi nelle zone limitrofe.

## Caratteristiche
Lo yazidismo è una dottrina monoteista, la cui origine è discussa in ragione anche dell'accentuato esoterismo delle sue dottrine, che consentono solo agli iniziati di accedere al suo nucleo più autentico. I fedeli dello Yazidismo venerano sette angeli, emanazioni del Dio primordiale, di cui il primo e più importante sarebbe Melek Ta'us, dalle sembianze di un pavone, che «cadde, ma essenzialmente buono, pianse, e le sue lacrime di pentimento, deposte in settemila anni di pianto ininterrotto in sette anfore, hanno estinto le vampe dell'inferno».
Alessandro Bausani, uno dei massimi esperti italiani di islamistica della sua generazione, osserva che, anche se lo yazidismo sarebbe «ancora elencato fra le sette musulmane per motivi pratici e anche, se è vera l'opinione del Guidi, per la sua origine e per qualche nome arabo e persiano che vi si incontra», di fatto sembra che la dottrina yazidi «praticamente nulla abbia di islamico», tanto da poter «ben essere messa assieme a residui di sette gnostiche del Vicino Oriente del tipo dei mandei». Secondo una teoria propugnata da alcuni studiosi lo yazidismo rappresenterebbe uno dei tre rami dello yazdanesimo, insieme allo yarsanesimo e all'alevismo. La religione yazidi deriverebbe in parte, secondo alcuni storici, da antiche religioni preabramitiche, in cui non sono assenti forme di animismo politeistico, anche se Giuseppe Furlani ne sottolineava i legami con l'islam e, in piccola parte, col cristianesimo, senza trascurare le influenze del dualismo iranico.
Sono tradizioni yazidi le abluzioni sacre, il divieto di mangiare certi cibi, il digiuno, il pellegrinaggio devozionale, l'interpretazione dei sogni e la trasmigrazione delle anime. Lo yazidismo fa propria la credenza della metempsicosi, mentre il paradiso sarebbe destinato ai giusti. Il vocabolario religioso, soprattutto nella terminologia della letteratura esoterica, è simile a quello islamico sufi. Gran parte della mitologia e della cosmogonia risente di influenze preislamiche e gnostiche. Le sacre scritture dello yazidismo sono costituite dal Kitāb al-Ǧilwa e dal Mishefa Res, entrambi scritti in lingua kurmanji. Il pellegrinaggio rituale si svolge una volta all'anno e dura sei giorni. Durante la celebrazione, i fedeli si immergono nelle acque di un fiume, lavano le statue raffiguranti Melek Ta'us ed accendono centinaia di lampade sulle tombe di ʿAdī e degli altri santi. Nel corso della cerimonia viene anche sacrificato un bue.
Gli yazidi sono tradizionalmente diffidenti nei confronti degli altri gruppi religiosi e gran parte del loro credo è caratterizzato da un'accentuata riservatezza, che non consente agli studiosi di tracciarne compiutamente e soddisfacentemente i contorni. Per esempio, la preghiera (da effettuare due volte al giorno, sempre in direzione del sole) non può essere recitata in presenza di persone estranee al culto. Il mercoledì è il giorno sacro, sebbene sia il sabato a essere considerato il giorno di riposo. A dicembre vi è poi una lunga festività della durata di tre giorni. Vi sono altri giorni sacri definiti dal Mishefa Res, ad esempio il 20 luglio. Il significato di molte di queste ricorrenze non è però comunemente divulgato e tutto ciò ammanta di mistero la religione degli yazidi.
La società yazidi presenta una struttura gerarchica che vede ai vertici un capo laico, detto "emiro", e un capo religioso, detto "maestro" o "sceicco". L'emiro, che risiede a Ba'adra, rappresenta gli yazidi presso le autorità irachene. Ha il potere di insediare il maestro, che risiede invece nel Sinjar. Oltre ad essere il capo religioso supremo, rappresenta l'autorità infallibile nell'interpretazione delle sacre scritture.
I bambini vengono "battezzati" alla nascita, esiste la fractio panis tipica del cristianesimo e si usa rendere ossequiosa visita ad alcune note chiese cristiane. La circoncisione è una pratica che è diffusa tra gli yazidi, ma non è considerata necessaria. Inoltre, si osserva un digiuno penitenziale secondo le modalità islamiche. Sono eseguite danze sufi e pellegrinaggi alla tomba dello sceicco ʿAdī e, alla loro morte, i defunti sono deposti con le mani giunte in tombe di forma conica.
Gli yazidi, ritenendosi gli unici veri discendenti di Adamo, sono strettamente endogamici e non accettano convertiti. La pena più grave per un fedele è l'espulsione dalla comunità, poiché l'espulso va incontro alla perdita dell'anima; nel 2007 Du'a Khalil Aswad, giovane ragazza yazida, venne linciata dalla sua comunità dopo esser stata scoperta a frequentare un ragazzo di diversa fede.

## Demografia
La comunità religiosa che professa lo Yazidismo è composta da 200 000 - 300 000 individui. Il gruppo principale, costituito da 150 000 yazidi, vive in due aree dell'Iraq: i monti del Jebel Sinjar e i distretti di Badinan (o Shaykhān) e Dohuk (nord-ovest del Paese). Il nord-ovest dell'Iraq è l'area originaria dello Yazidismo, insieme all'Anatolia sud-orientale (province di Diyarbakir e Mardin). Però la maggior parte degli yazidi residenti in Turchia è emigrata in Germania Ovest negli anni 1980. Oltre 50 000 yazidi vivono tra Armenia e Georgia. Vivono anche in Siria, soprattutto nei dintorni di Aleppo (ca. 5 000 nel Monte Simeone), ed infine un numero imprecisato vive in alcune zone dell'Iran. Si stima che circa 50 000 yazidi siano emigrati verso l'Europa occidentale, soprattutto in Germania, in cerca di asilo e di lavoro.